# Roque Avallay
Roque Avallay (San Rafael, 14 december 1945) is een voormalig Argentijns voetballer. 
Hij begon zijn carrière bij de jeugd van Deportivo Maipú en maakte in 1965 de overstap naar het grote Independiente, dat dat jaar de Copa Libertadores won. In 1966 maakte hij de overstap naar Newell's Old Boys en werd daar in 1968 geselecteerd voor het nationale elftal. In 1970 ging hij naar Huracán en speelde er zes jaar, tijdens de glorieperiode van de club. Na nog enkele clubs beëindigde hij zijn carrière bij Huracán in 1980. Na zijn spelerscarrière bleef hij actief bij deze club in de jeugdopleiding.